# Коцупіїв Степ
Коцупіїв Степ — колишнє село, входило до складу Яснопільщинської сільської ради, Липоводолинський район, Сумська область.
Станом на 1984 рік в селі проживало 40 людей.
1991 року село зняте з обліку.

## Географічне розташування
Коцупіїв Степ знаходиться за 1 км від Яснопільщини. По селу протікає пересихаючий струмок.